# Rockapella
Rockapella è un gruppo musicale statunitense a cappella, proveniente da New York. Rockapella è chiaramente una fusione tra rock e a cappella.

## Storia
I membri fondatori del gruppo consistevano in alunni della Brown University: Sean Altman, Elliott Kerman, Steve Keyes, and David Stix; quest'ultimo lasciò il gruppo nel 1987 a un anno dalla formazione, ma fu subito sostituito con Charlie Evett. In seguito furono notati dal produttore Gerarg Brown, che lì invitò ad esibirsi nello speciale della PBS Spike Lee & Company - Do It A Cappella. Ciò nonostante Evett lasciò il gruppo nel 1989 per essere rimpiazzato da Barry Carl.
L'anno successivo I Rockapella ottennero abbastanza successo da poter aprire esibizione per personaggi come Chuck Berry, Styx, Billy Joel e i loro idoli a cappella, The Persuasions. Nel 1991 Keyes abbandonò il gruppo e fu rimpiazzato da Scott Leonard. Negli anni successivi, fino al 1996, scrissero e si esibirono nella canzone d'apertura del programma per bambini Where in the World Is Carmen Sandiego? della PBS Kids. In quegli anni si aggiunse anche Jeff Thacher, sebbene apparve nel programma solo nella quinta e ultima stagione. Intanto però il gruppo realizzò sei album in Giappone.
Nel 1997, alla fine del programma televisivo, Altman lasciò il gruppo per cominciare una carriera da solista, e fu sostituito da Kevin Wright, e più tardi nel 2002 Barry Carl lasciò il gruppo, rimpiazzato da George Baldi III. Tuttavia in quegli anni ottennero un ulteriore successo, registrando molti album, e dal 2005 al 2009 fecero tour per il mondo, alimentando la loro popolarità negli Stati Uniti e in Giappone, ma girando anche in altri paesi come Germania, Singapore e Corea del Sud. Nell'agosto del 2009 Wright annunciò che avrebbe abbandonato il gruppo per poter passare più tempo con la sua famiglia, e per questo la sua ultima esibizione con i Rockapella avvenne il 22 dicembre dello stesso anno. In breve venne sostituito da Steven Dorian.

## Discografia

### Album
- 1990: Spike Lee & Company: Do It A Cappella
- 1991: Zappa's Universe
- 1992: Modern A cappella
- 1992: From N.Y.
- 1992: To N.Y.
- 1992: Bash!
- 1992: Where in the World is Carmen Sandiego?
- 1993: Muppet Beach Party
- 1993: Put On Your Green Shoes
- 1993: Carmen Sandiego: Out of This World
- 1994: Vocobeat
- 1994: Out Cold
- 1995: Primer
- 1996: Voices Only: A Cappella Originals
- 1996: Lucky Seven
- 1997: Rockapella aka 'Devilbaby
- 1999: Don't Tell Me You Do
- 1999: Revival
- 2000: 2
- 2000: Christmas
- 2001: In Concert
- 2002: Smiling
- 2002: Comfort & Joy
- 2002: 20 Christmas Stars, Vol. IV
- 2004: Live in Japan
- 2007: Hokie Nation: An A Cappella Tribute

### Raccolte
- 1995: Best Fest
- 2002: More Than Evert
- 2002: Best A Cappella

## Membri del gruppo

### Membri precedenti
- David Stix (1986-1987)
- Charlie Evett (1987-1989)
- Steve Keyes (1986-1991)
- Sean Altman (1986-1997)
- Barry Carl (1989-2002)
- Elliott Kerman (1986-2004)
- Kevin Wright (1997-2009)

### Membri attuali
- Scott Leonard (1991-in attività)
- Jeff Thacher (1993-present)
- George Baldi III (2002-present)
- John K. Brown (2004-present)
- Steven Dorian (2010-present)

### Membri temporanei
- Kenny X (1992)
- David Yazbek (1992)